# 15224 Penttilä
15224 Penttilä eller 1985 JG är en asteroid i huvudbältet som upptäcktes den 15 maj 1985 av den amerikanske astronomen Edward L.G. Bowell vid Anderson Mesa Station. Den är uppkallad efter Antti Penttilä.
Asteroiden har en diameter på ungefär 8 kilometer.